# Iglesia de Santa María de Palacio (Logroño)
La iglesia imperial de Santa María de Palacio es un monumento religioso situado en la ciudad de Logroño, en La Rioja, España. Debe su nombre a la donación que realizó Alfonso VII de su palacio en 1130 para que se erigiera la primera fundación de la orden del Santo Sepulcro en el Reino de Castilla. Gracias a dicho soberano la iglesia ostenta también el título de imperial.

## Origen

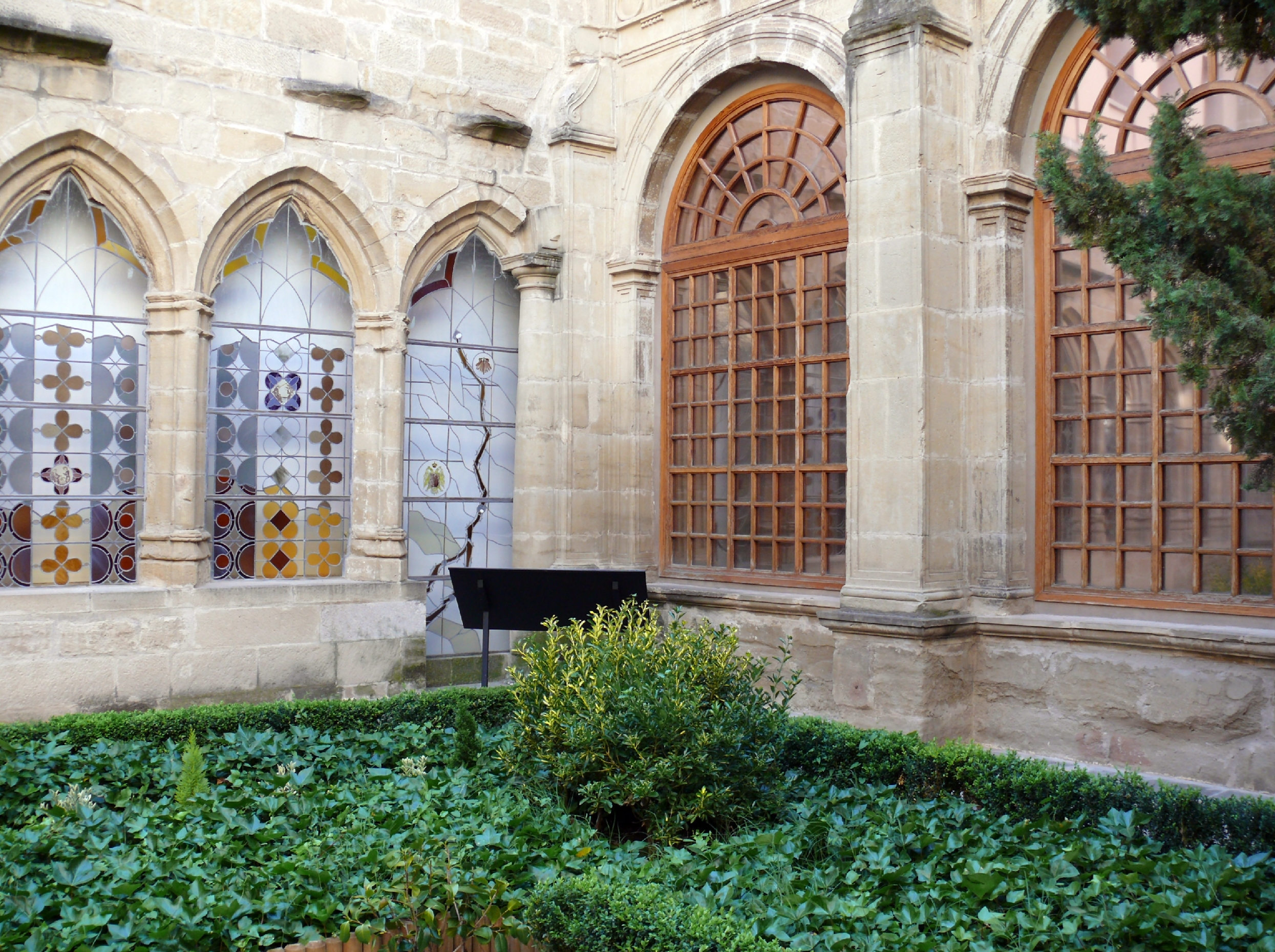
Claustro

La iglesia Imperial de Santa María de Palacio fue construida entre el siglo XII y el XIII, siendo reconstruido el crucero y la cabecera en el siglo XV. De la estructura original se conserva el cimborrio piramidal de ocho lados de estilo gótico en forma de corona imperial, que forma parte de la silueta de la ciudad. La iglesia ha sufrido innumerables reformas a lo largo de la historia, por lo que es difícil determinar su estilo.
La parte más antigua del templo son los tres últimos tramos de la iglesia, construidos en estilo gótico en el siglo XIII. Entre los siglos XV y XVI fueron reconstruidos el crucero y la cabecera con pilastras fasciculadas y arcos apuntados que sostienen bóvedas de crucería y de terceletes. Finalmente, en el siglo XVIII se realizó una reforma con objeto de reforzar los elementos estructurados del interior para que el edificio pudiera soportar el empuje de la aguja piramidal del exterior, realizada en estilo barroco.

## Arquitectura del templo

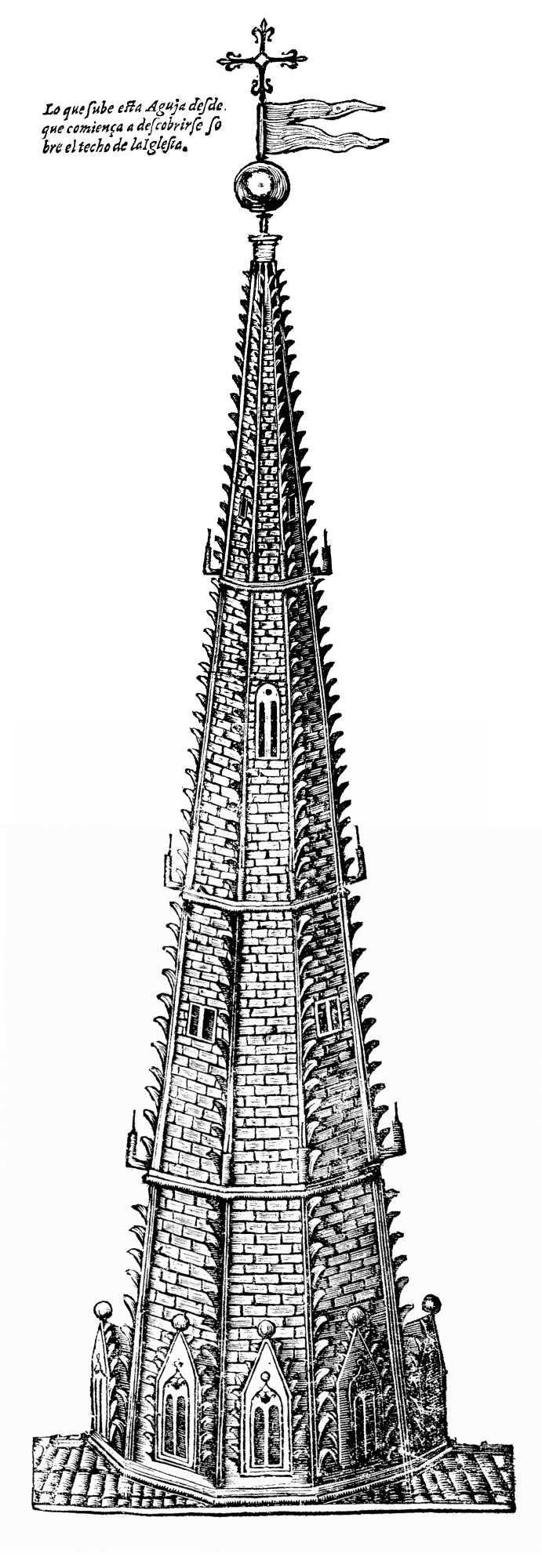
La aguja, según grabado de 1633

La iglesia de Palacio consta de tres naves terminadas en capillas absidiales, cuyo alargamiento fue una reforma posterior. Sobre el crucero se eleva una cúpula octogonal, que se prolonga en el exterior en la torre piramidal de estilo gótico. En el interior destaca el retablo mayor, obra de Arnao de Bruselas, además de varias tallas de gran relevancia, como la románica de Nuestra Señora de la Antigua, la gótica de la Virgen del Ebro o una Inmaculada de origen flamenco. También merece la pena destacar el coro, una obra de finales del siglo XVII, con sillería de 19 asientos con columnas corintias, y las figuras situadas en la nave central de San Bernabé, patrono de Logroño y de San Mateo, en cuyo honor se celebran las Fiestas de la Vendimia.

### La fachada
La entrada actual se encuentra en el lado sur, a los pies de la nave derecha. Fue construida en 1627 por Juan de la Riba. Es un hueco adintelado entre columnas de estilo barroco, con una imagen de la Asunción flanqueada por dos escudos imperiales. 
En Rúa Vieja, en el lado opuesto del templo existe otra entrada consagrada a San Juan.

### La aguja

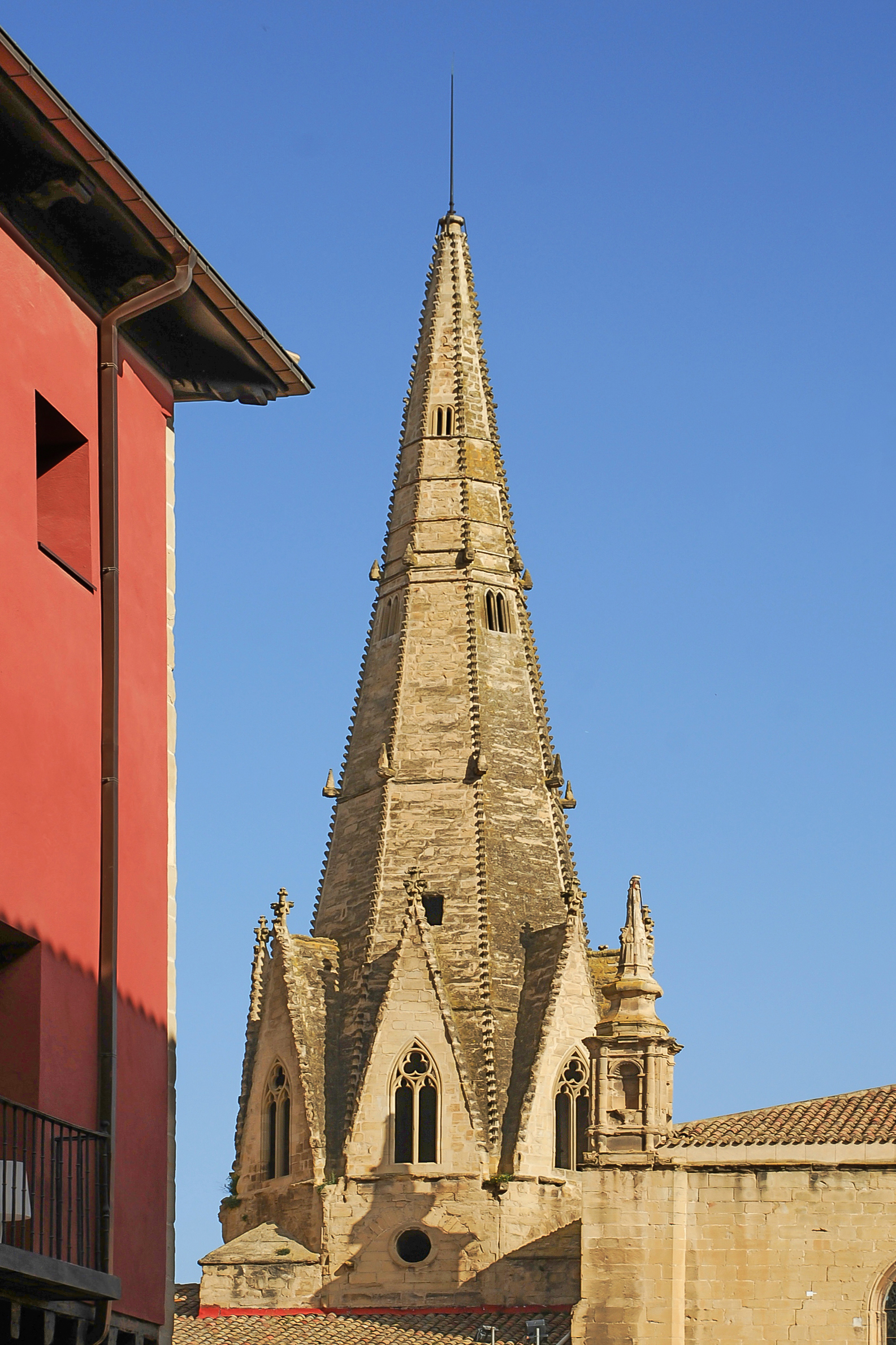
La aguja, estado actual

La aguja es el elemento más representativo de la iglesia. Fue construida en el siglo XIII. La forma una linterna octogonal sobre trompas que sirven como soporte a una estilizada flecha de ocho caras en forma de pirámide y dividida en varias zonas por una serie de frisos e impostas. La parte inferior presenta en sus ocho caras cuerpos salientes en forma de buhardillas y en los que se abren ventanas de forma apuntada. A destacar las aristas exteriores con una decoración formada por crestas de crochetes y pináculos.
En 1671, la aguja ya amenazaba con caerse y se llegó a pensar en la posibilidad de derruirla. La situación era tal que se prohibió el paso de carruajes por la rúa Mayor, pero tras estudios de varios arquitectos, se reforma toda la iglesia, aunque la aguja pierde los ventanales inferiores por lo que se priva al templo de gran parte de la luz y de la vista de la cúpula desde el interior. Estas obras finalizan en 1750.

### La torre
La torre es obra de Juan de Acha, construida hacia el año 1550, es más baja que la aguja gótica pese a que se le añadió un campanario más adelante. Este consta de ocho vanos de medio punto, bóveda esquifada con remates en las esquinas acabado en un templete circular con pequeñas columnas y cúpula.

### Claustro
El claustro primitivo, era rectangular y austero, conforme al estilo de la Orden del Císter, pero solo se conserva del original el lado oeste, el resto es del siglo XVII. Se llega a él o bien por la iglesia a través de la nave izquierda o por la Capilla de la Virgen de la Antigua. Esta capilla contenía el Santo Sepulcro y está orientada al este. La talla de la Virgen de la Antigua es románica con influencias bizantinas y se halla en un retablo barroco de los siglos XVII-XVIII.

## Retablo
El retablo, confeccionado por artistas italianos, fue originalmente construido para la Concatedral de Santa María de la Redonda, pero el Cabildo Colegial no lo aceptó por contener blasones del donante, Arnao de Bruselas, y fue entonces cedido a la iglesia de Palacio.
Es un retablo tríptico manierista pero sobrio para su estilo. Las calles centrales se separan mediante columnas corintias superpuestas. La disposición del retablo es:
Basamento: El retablo se apoya en piedra, adornada con dos medallones que representan profetas, uno con una lira y otro sentado.
Sotobanco: Representa de izquierda a derecha en un estrecho zócalo las historias de Jesús en el Sanedrín, los azotes, Ecce Homo, llanto sobre el Cristo muerto, el descenso del Limbo, Jesús y los discípulos en el Emaús y figuras femeninas.
Banco: De izquierda a derecha representa a Atlante, lavatorio, San Marcos, San Pedro, San Juan, La Última Cena, San Mateo, San Pablo, San Lucas, Oración en el Huerto de los Olivos y Cariátide.
Primer piso: San Andrés, presentación, San Roque, Árbol de Jessé, San Sebastián, Resurrección, figura masculina. La que más destaca es el Árbol de Jessé o la genealogía de María, que de un Jessé recostado salen ramas que acaban en María y su hijo tras varias generaciones.
La figura masculina del lado derecho puede representar a un apóstol de espaldas leyendo.
Segundo piso: Nacimiento, San Lorenzo, San Juan Bautista, Epifanía.
Tercer piso: Anunciación, San Bartolomé, Asunción, Apóstol, Visitación.
Ático: San Jerónimo, Calvario, Santiago. San Jerónimo lleva vestimentas de cardenal y tiene un león rampante a sus pies. A Santiago se le muestra como un peregrino. El Calvario remata la obra y contiene el crucifijo, la Virgen, María Magdalena y María Salomé.

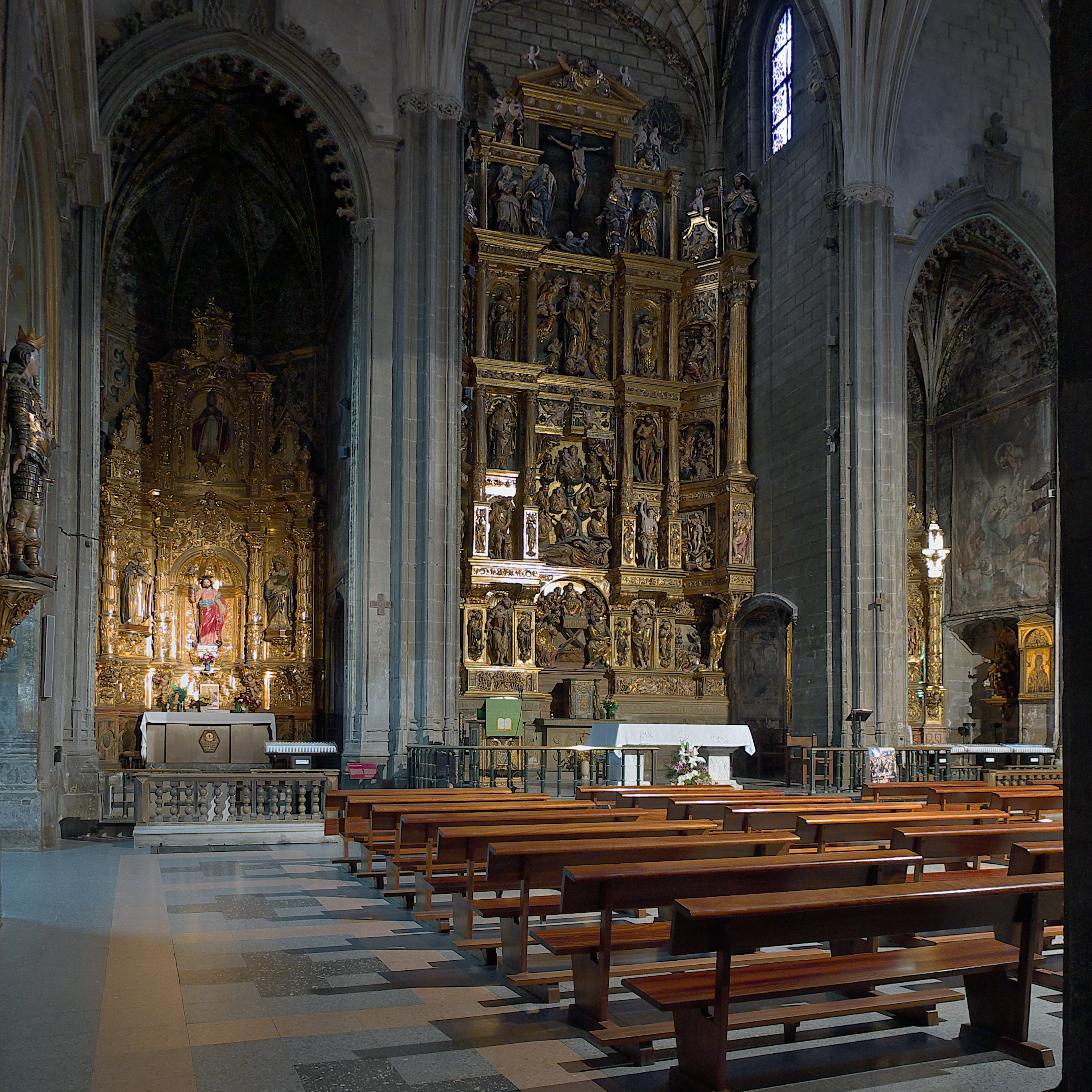
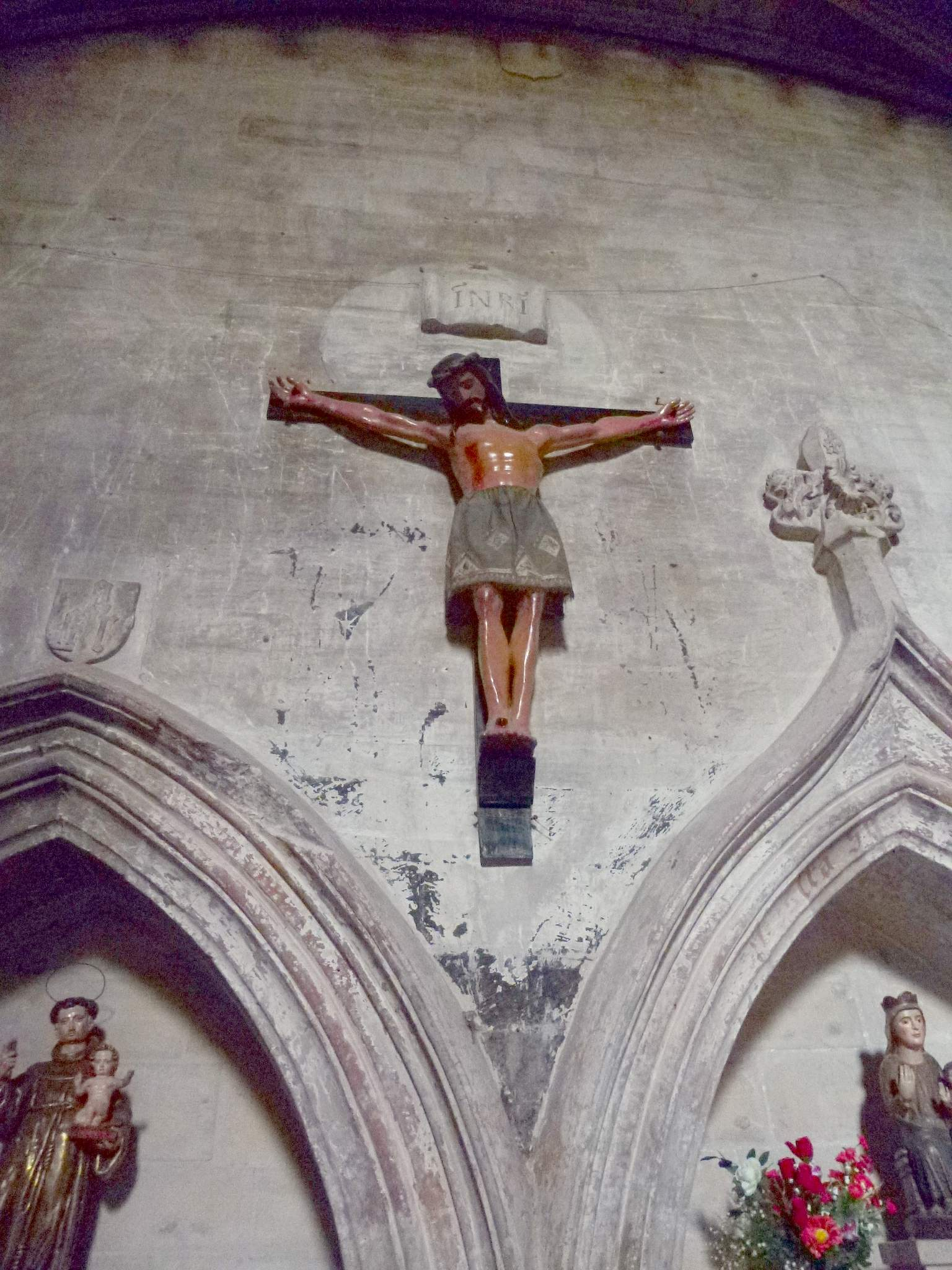
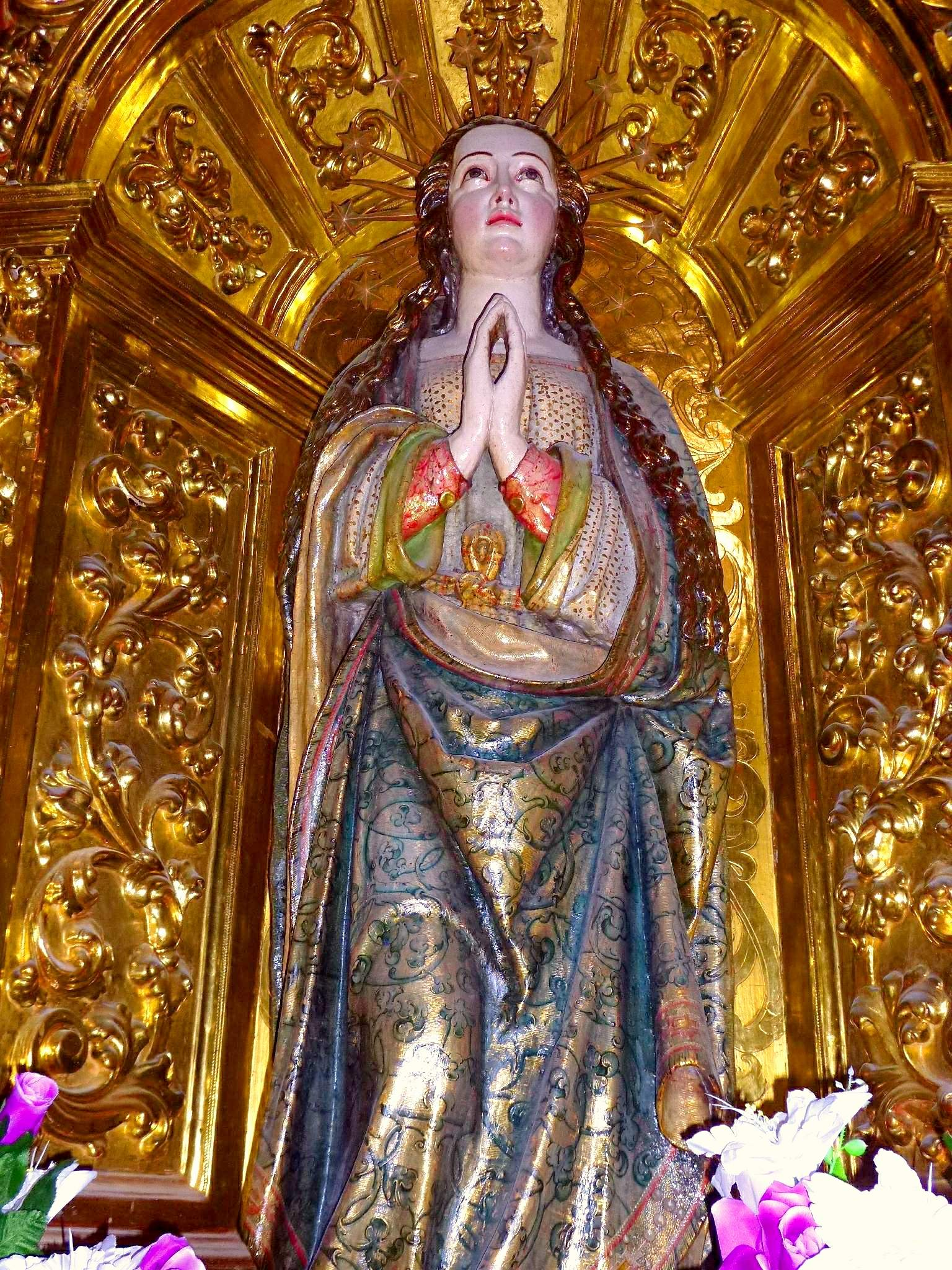
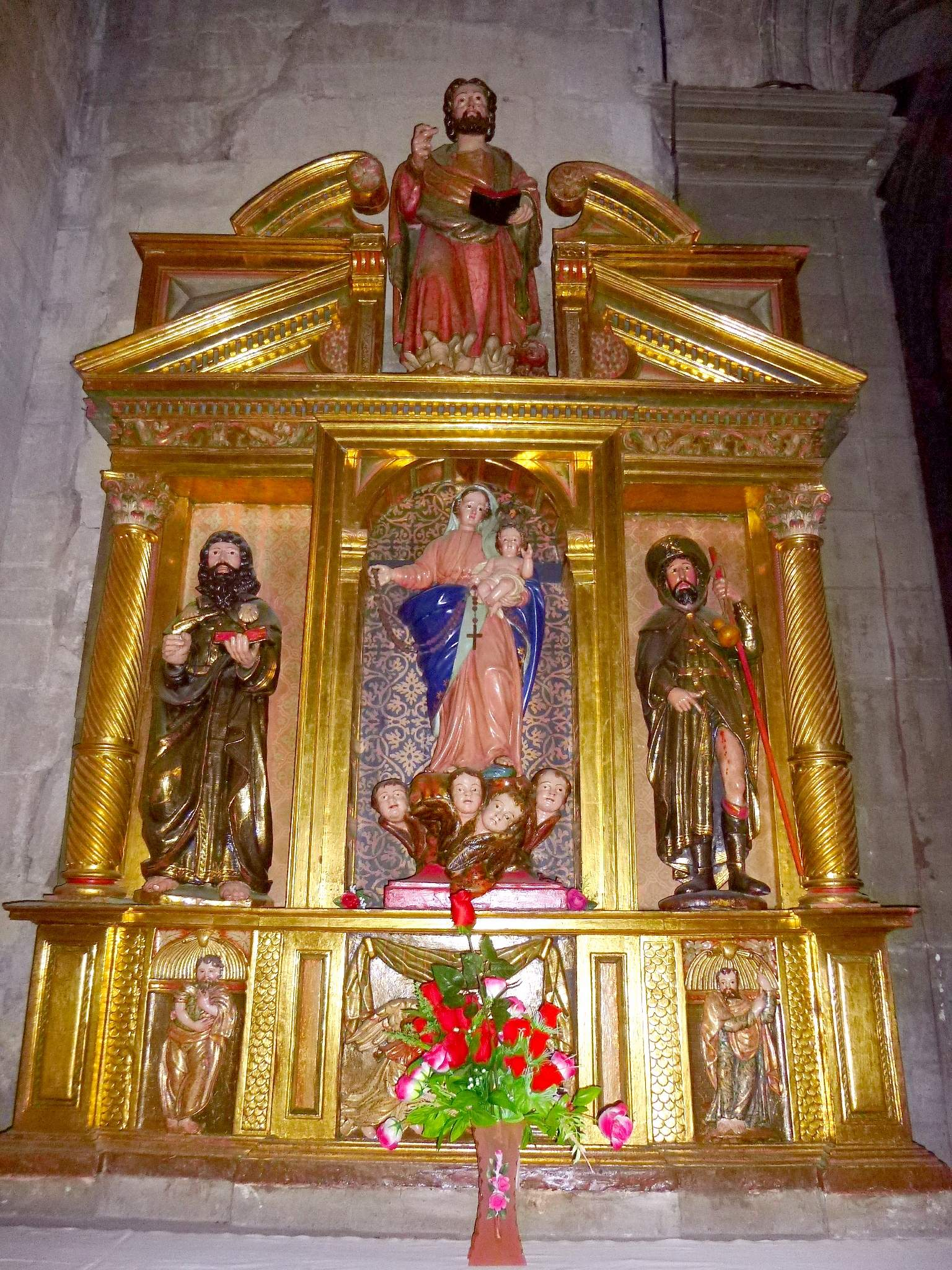
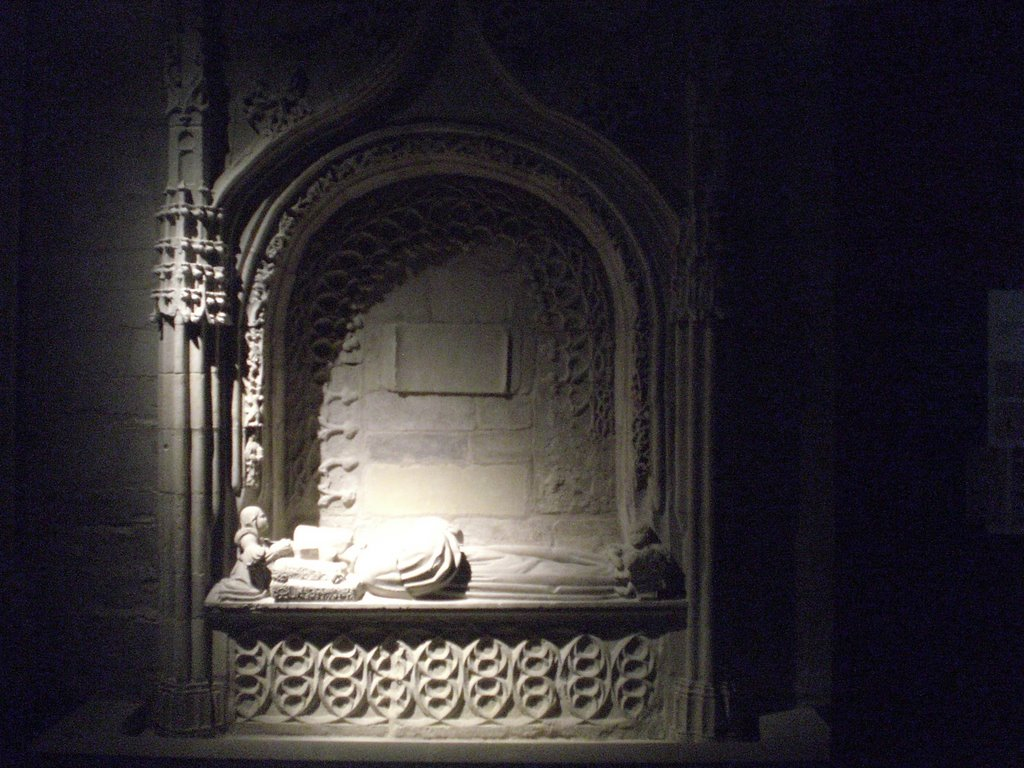

## El órgano
El órgano que posee esta imperial iglesia tiene una historia desconocida. No se sabe muy bien de que fecha data. Lo que si está claro es que es un órgano que hace unos años fue electrificado por la empresa Organería Española S.A. Se trata de un órgano O.E.S.A dentro de una caja de un órgano anterior, del que prácticamente no se tienen datos. Esta intervención fue, tal vez, poco afortunada. Todos los mecanismos fueron eliminados y sustituidos por "sistemas eléctricos". Esta reforma llevó consigo un cambio de consola que desmerece muchísimo a la que era la original (consola de ventana incrustada en la propia caja), al ser O.E.S.A la empresa que lo "reacondicionó", la consola que puso fue una standar, es decir, que muchos de los juegos que poseía el órgano original, desaparecieron,y con ellos, es posible que también su armonización primitiva.En cuanto a la fachada del órgano, también fue modificada y elevada de su posición original.
Tiene dos manuales:
- manual l: (gran órgano): violón 16´, flautado 8´, violón 8´ y octava 4´.
- manual ll: (recitativo-expresivo): flauta dulce 8´, gamba 8´, celeste 8´, flauta cónica 4´, lleno 4 hileras, trompetería real 8´ y trémolo (que no funciona).
- Tiene pedalero a la alemana, con dos escalas completas y la tercera (do3) partida a medias (30 notas). Este pedalero tiene registro propio: subbajo de 16´ (pies) que prácticamente no suena.
- Tiene zapata de expresión que actúa con el 2.º manual.
- Tiene enganche de primer manual con pedalero.
- Tiene enganche de segundo manual con pedalero.
- Tiene enganche de segundo con primer manual en 8´.
- Tiene anulación de trompetería.
- Tiene 16 exclusión.
- Tiene tutti.

Tiene mecanismo transpositor que al accionarlo baja una tercera mayor.
Hace ya muchos años fue parcialmente restaurado -dentro de sus posibilidades-, y es tocado todos los domingos en misa mayor de 12h y los lunes en la misa de San Nicolás de 19:30h por el organista de la parroquia: Javier Montoya.